# Cristianismo siríaco
O Cristianismo sírio ou Cristianismo siríaco (em siríaco: ܡܫܝܚܝܘܬܐ ܣܘܪܝܝܬܐ) é uma série de comunidades culturais e linguisticamente distintas dentro do Cristianismo oriental, que compartilham origens históricas e na liturgia o ofício de ritos siríacos (orientais e ocidentais). Tem suas raízes no Oriente Próximo e atualmente é representado por várias denominações cristãs, a maioria no Oriente Médio e no Estado de Querala na Índia. Um dos traços que essa comunidade compartilha é que ambas empregam a Peshitta como livro oficial para suas Igrejas.

## Igrejas denominadas da Tradição siríaca
| Denominação                                   | Igreja | Rito                                              | Sede                                                                 |
| --------------------------------------------- | --- | ------------------------------------------------- | -------------------------------------------------------------------- |
| Igreja do Oriente                             | Igreja Assíria do Oriente                                                                                 | Rito Siríaco Oriental                             | Catedral de São João Batista, em Erbil (Iraque)                      |
| Igreja do Oriente                             | Igreja Síria Caldeia (Membro da Igreja Assíria do Oriente)                                                | Rito Siríaco Oriental                             | Catedral de Marth Mariam, em Thrissur (Índia)                        |
| Igreja do Oriente                             | Antiga Igreja do Oriente                                                                                  | Rito Siríaco Oriental                             | Catedral da Virgem Maria, em Bagdá                                   |
| Igrejas Ortodoxas Orientais                   | Igreja Ortodoxa Síria                                                                                     | Rito Siríaco Ocidental                            | Catedral de São Jorge, em Damasco                                    |
| Igrejas Ortodoxas Orientais                   | Igreja Síria Jacobita Cristã (Membro da Igreja Ortodoxa Síria)                                            | Rito Siríaco Ocidental                            | Catedral de Santo Atanásio, em Puthencruz (Índia)                    |
| Igrejas Ortodoxas Orientais                   | Igreja Ortodoxa Siríaca Malankara                                                                         | Rito Siríaco Ocidental                            | Catedral de Mar Elia, em Kottayam (Índia)                            |
| Igrejas Ortodoxas Orientais                   | Igreja Independente Síria Malabar, independente, oficialmente não faz parte da Comunhão Ortodoxa Oriental | Rito Siríaco Ocidental                            | Catedral de São Jorge, em Guruvayur (Índia)                          |
| Igreja Católica (Igrejas Católicas Orientais) | Igreja Católica Caldeia                                                                                   | Rito Siríaco Oriental                             | Catedral de Nossa Senhora das Dores, em Bagdá                        |
| Igreja Católica (Igrejas Católicas Orientais) | Igreja Siro-Malabar                                                                                       | Rito Siríaco Oriental                             | Basílica Catedral Siro-Malabar de Santa Maria, Ernakulam (Índia)     |
| Igreja Católica (Igrejas Católicas Orientais) | Igreja Católica Siro-Malankara                                                                            | Rito Siríaco Ocidental                            | Catedral de Santa Maria, em Thiruvananthapuram (Índia)               |
| Igreja Católica (Igrejas Católicas Orientais) | Igreja Católica Maronita                                                                                  | Rito Siríaco Ocidental                            | Mosteiro Patriarcal de Nossa Senhora de Bkerke, em Bkerké, no Líbano |
| Igreja Católica (Igrejas Católicas Orientais) | Igreja Católica Siríaca                                                                                   | Rito Siríaco Ocidental                            | Catedral de Nossa Senhora da Anunciação, em Beirute                  |
| Igrejas Protestantes Orientais                | Igreja Síria Malankara Mar Thoma                                                                          | Rito Siríaco Ocidental (com influência anglicana) | Poolatheen Aramana, Thiruvalla (Índia)                               |
| Igrejas Protestantes Orientais                | Igreja Evangélica de São Tomé da Índia                                                                    | Rito Siríaco Ocidental                            | Manjadi, Thiruvalla (Índia)                                          |

Nos tempos modernos, mesmo além das denominações protestantes orientais como a Igreja Síria Mar Thoma de Malabar e a Igreja Evangélica de São Tomé da Índia, que se originaram de Igrejas do Rito Siríaco Ocidental, várias denominações evangélicas continuam a enviar representantes entre os cristãos siríacos. Como resultado, vários grupos evangélicos foram estabelecidos, particularmente Igreja Evangélica Assíria (principalmente no Irã, Iraque, EUA, Austrália) a Igreja Pentecostal Assíria (principalmente nos EUA, Irã e Iraque) de cristãos siríacos orientais, e a Igreja Livre Aramaica (principalmente na Alemanha, Suécia, América e Síria), a Igreja Oriental dos Crentes (Índia) de cristãos siríacos ocidentais. Por causa de sua nova teologia (protestante), estas às vezes não são classificadas como Igrejas tradicionais do cristianismo siríaco.